# Bézouotte
 Bézouotte  es una población y comuna francesa, en la región de Borgoña, departamento de Côte-d'Or, en el distrito de Dijon y cantón de Mirebeau-sur-Bèze.

## Demografía
| 205 | 194 | 145 | 222 | 216 | 214 |
| Para los censos de 1962 a 1999 la población legal corresponde a la población sin duplicidades (Fuente: INSEE [Consultar]) |     |     |     |     |     |